# فحص درجة حموضة فروة الرأس عند الجنين
فحص درجة حموضة فروة الرّأس عند الجنين هي تِقْنيَّة تُستخدم في طبّ التّوليد أَثْناء المَخَاض للتّأكد من كفاية الأَكْسَجَة عند الجنين.
يمكن تنفيذ الإجراء عَبْر إحداث شِقّ سطحيّ (في فروة رأس الجنين) بِواسطة وَاخِذة الدّم (الوَاخِذة) المُدخَلَة عبر المهبل يليها إدخال أُنْبوب رفيع إلى الموقع الذي تؤخذ العَيِّنَات منه بواسطة الخَاصِّيِّة الشَعْرِيَّة.
الأُسّّ الهيدروجينيّ (pH) و حَمْض اللَّبَنِيك (حمض اللاكتيك-اللاكتات-حمض اللبن) هما المُكونان اللَّذَان يُختبران بشكل شائع بهذه الطّريقة؛ لِكَونِهُمَا مُؤشرَين للاستِتْبَاب الحمضيّ-القاعديّ. يُشير انخفاضُ الرَّقم الهيدروجينيّ وارتفاعُ حمض اللَّبَنِيك؛ إلى وُجودِ الحُمَاض، والَّذِي يرتبط بدوره بنقص التَّأَكْسُج.
اِتّضحَ أنَّ حُموضة دمّ فروة الرّأس وحَمْض اللَّبَنْيك لَدَيهما نفس الحَساسِيَّة للتَنَبُّؤ باحْمِِضاض الدَّم الشِّريَانيّ السُّرِّيّ. يتطلّب فحص الأُسّ الهيدروجينيّ كَمِّيّة كبيرة نسبياً من الدَّم (30-50 ميكرولتراً [μl]). أفادت التّقارير أن مُعَدَّلاتِ فَشَلِ أخذِ العَيَّنَات كانت بِنسبة 11–20%. يتطلّب فحصُ حَمْض اللَّبَنِيك 5 ميكرولترات [μl] فَقَط من الدَّم.
|                    | pH (درجة الحُموضة) | حمض اللَّّبَنِيك(اللّاكتات)   | حمض اللَّّبَنِيك(اللّاكتات) |
| ------------------ | ----------------- | ----------------------- | --------------------- |
| طبيعيّ              | أكبر من 7.25      | أصغر من 4.2 ملي مول/لتر | أصغر من 38 مغ/ديسيلتر |
| ما قبل احمِضَاض الدَّم | 7.21–7.25         | 4.8-4.2 ملي مول/لتر     | 38–43 مغ/ديسيلتر      |
| حُمَاض               | أصغر من 7.21      | أكبر من 4.8 ملي مول/لتر | أكبر من 43 مغ/ديسيلتر |